# S:t Lars kyrka, Virmo
Virmo S:t Lars kyrka (finska: Mynämäen Pyhän Laurin kirkko) är en medeltida stenkyrka i Virmo i det finländska landskapet Egentliga Finland. Kyrkan, som är helgad åt S:t Laurentius och S:t Erik, är Finlands fjärde största medeltida gråstenskyrka. S:t Lars kyrka ligger i Virmo kommuns centrum och ägs av Virmo församling.
Det finns sittplatser för cirka 650 personer i Virmo kyrka. Virmo prästgård ligger i närheten. Virmo kyrka och prästgård bildar en värdefull kulturmiljö av riksintresse. Kyrkan är skyddad enligt kyrkolag.

## Historia och arkitektur
Virmo S:t Lars kyrka är byggd på en plats med permanent bosättning sedan förhistorisk tid. Man antar att en träkyrka först uppfördes på platsen på 1200-talet. Den äldsta skriftliga omnämningen av församlingen finns i ett påvligt cirkulärbrev från år 1309. Det finns inga bevarade ursprungliga dokument som anger tidpunkten för byggandet av Virmo kyrka. Uppskattningarna kring kyrkans byggnadstid varierar. Sakristian är byggnadens äldsta del, och vissa äldre forskare daterar dess byggstart till 1200-talet, medan andra placerar den mellan åren 1425 och 1440. Virmo omnämns som en församling med egen präst år 1347, och kyrkan nämns i dokument från 1346.
Enligt anhängare av en äldre tolkning av kyrkobyggnadens historia byggdes det ursprungliga långhuset och huvudskeppet, som var av trä, redan på 1300-talet. Bevis på kyrkans betydande ålder finns i gaveltrianglar utan tegeldekorationer, placeringen av fönstren och de tegelprofilerade dörrposterna som är typiska för 1300-talet. På 2000-talet har kyrkans byggnadstid dock uppskattats till omkring 1430-talet.
I sin ursprungliga form var kyrkan, som andra medeltida stenkyrkor i Finland, rektangulär och tornlös. Kyrkans äldsta del, den korsvalvade sakristian, ligger på norra sidan av kyrkan. På södra sidan finns ett vapenhus med liknande valvkonstruktion samt en liten träförhall. Det stora långhuset är treskeppigt, och det korsvalvade innertaket bärs upp av fyra kraftiga, kvadratiska pelare. Det fanns flera medeltida altare tillägnade olika helgon i kyrkan: Sankt Laurentius, Sankt Erik, Sankt Olof, Jungfru Maria och Sankta Katarina.
De södra fönstren var ursprungligen smala, spetsbågiga dubbelfönster. Under ombyggnadsarbetena på 1700-talet förstorades fönstren, vilket ändrade deras ursprungliga form. Korets huvudfönster är tredelat, även om den mittersta delen har murats igen.
På 1600-talet byggdes en stor torngång i kyrkans västra ände, och vid renoveringar år 1775 förhöjdes tornet med en trädel. I tornets bottenvåning kan man se igenmurade fönster från den ursprungliga västgaveln. Inuti murarna finns delvis bevarade igenmurade trappor och gångar.
Den nuvarande kyrkobyggnaden är en av Finlands största medeltida stenkyrkor. Huvudbyggnadens yttre mått är cirka 39 meter i längd och 21 meter i bredd, medan gavelns höjd är cirka 28 meter. Större kyrkor är endast Åbo domkyrka, Nådendals klosterkyrka och Lojo S:t Lars kyrka. Ett av kyrkans unika kännetecken är den mäktiga, tornliknande västhallen, som saknar motsvarighet i övriga Finland. På andra våningen i byggnaden finns två utepredikstolar, från vilka prästen kunde predika för folkmassor samlade kring kyrkan.

## Takmålningar
Eftersom kyrkans väggar kalkmålades vid något tillfälle, har endast en del av väggmålningarna bevarats. De takmålningar som bevarats i sin ursprungliga form från 1400-talet syns i de fyra takvalven i mittskeppet. Från framsidan av kyrkan kan man se följande bilder i det andra valvet: Jesus i Marias armar, martyrbiskopen Henrik och hans mördare Lalli, Sankt Erik, apostlarna Petrus och Paulus samt helige Antonius (pesthelgon och skyddshelgon för svinen). På 1650-talet täcktes takmålningarna över med kalk.
Invigningskorsen finns på kyrkans östra och västra väggar, på de platser där biskopen stänkte vigvatten vid kyrkans invigning under medeltiden.

## Inventarier
Lista över de viktigaste inventarier i Virmo S:t Lars kyrka:

### Altarskåpet

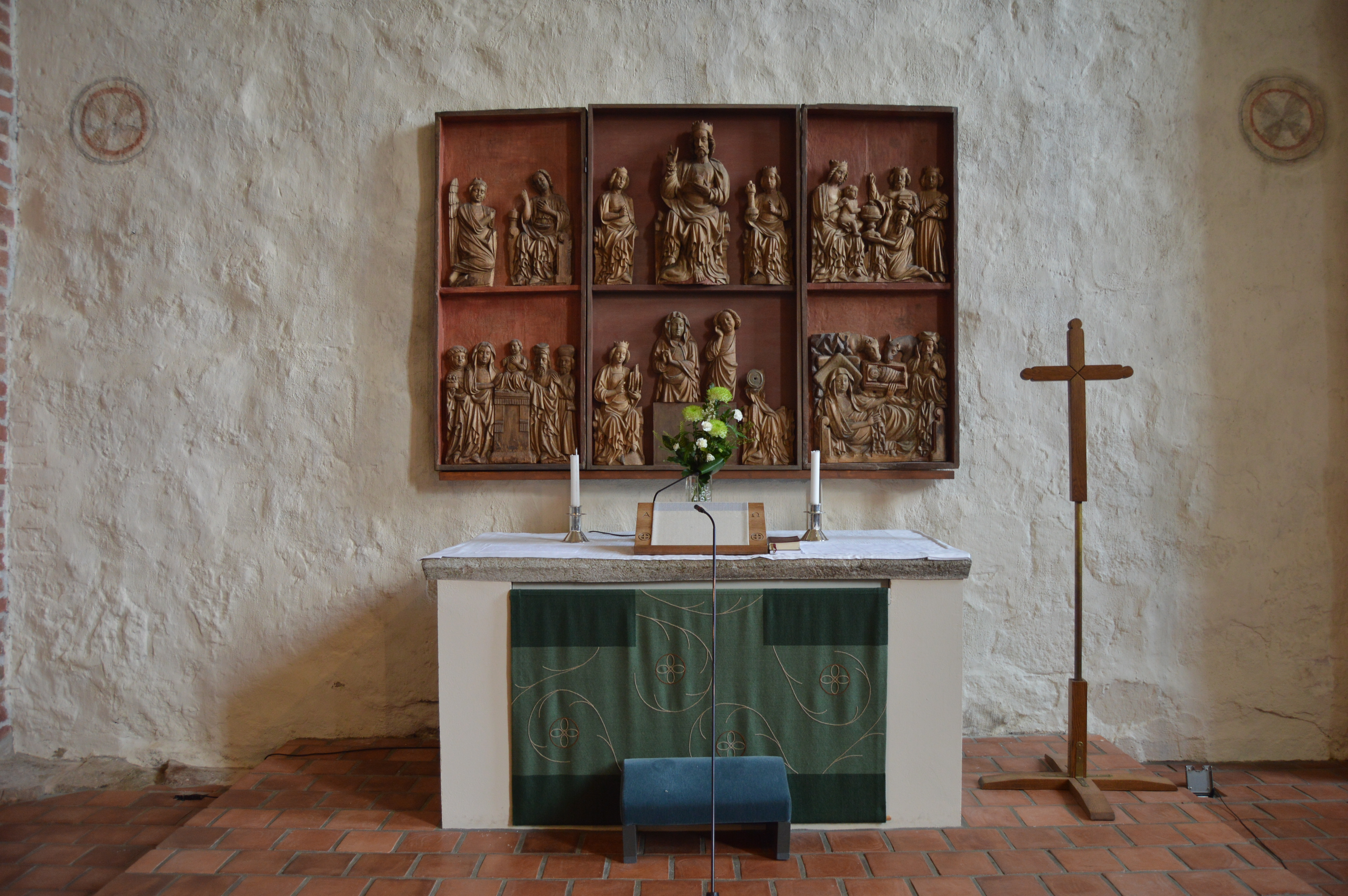
Altarskåpet och altaret.

Vid altaret finns ett altarskåp från 1400-talet, som återställts på 1960-talet med delar av det gamla korskåpet. Altarskåpets motiv är Marie bebådelse, Kristus Konungen, Kungarnas tillbedjan, Jesusbarnet i templet, Maria och Johannes sörjande och Julevangeliets motiv med Jesus födelse i stallet.

### Krucifixet

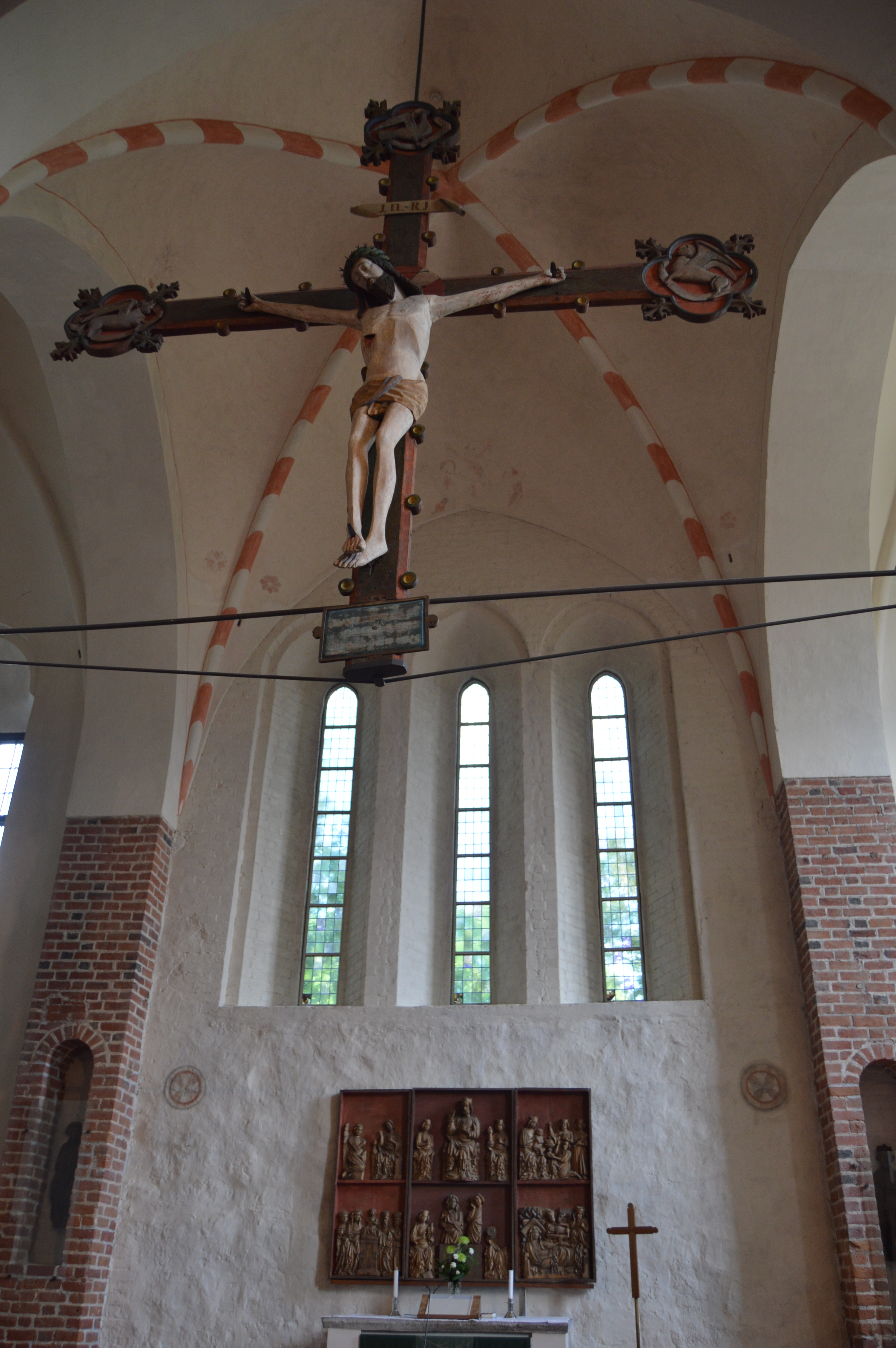
Krucifixet i Virmo kyrka.

Krucifixet från 1500-talet är på sin ursprungliga plats ovanför altarfönstret. Under krucifixet fanns fram till 1738 en mittport i korgrinden. Krucifixet, som visar den korsfäste Jesus, är ett inhemskt arbete. 

### Altarbordet
Altarbordet är tillverkat av baltisk kalksten från medeltiden och har fem invigningskors. 

### Skultpurer
På båda sidor av altaret, i pilastrarna, finns helgonfigurer som representerar skyddshelgon från den katolska tiden: Sankt Laurentius och Sankt Erik. Dessa skulpturer är från början av 1400-talet.
År 2008 avtäcktes ett minnesmärke för Anders Lizelius framför kyrkan, skulpterat i svart granit av konstnären Jarkko Roth.

### Flemingarnas gravmonument
På den högra sidan av korområdet finns ett gravmonument över riksrådet och krigsherren Henrik Fleming och hans maka Ebba Bååt, från 1632. Detta Memento Mori-monument, hugget i kalksten, är det enda av sitt slag i Finland. På altarsidan av monumentet står latin: ”Allt är förgäves för varje levande människa. Jag har varit allt men ingenting hjälper, det som var tomt återgår till tomhet.” Monumentet stod ursprungligen framför altaret, vid en stenplatta som täckte graven.

### Epitafiet
På motsatt sida av koret, vid sakristians dörr, finns ätten Flemings familjeepitafium från 1624, där hela familjen är avbildad, inklusive döda barn i vita kläder. Tavlan är skulpterad av den estniske konstnären Tobias Heinze. Vid epitafiets sidor, mellan dekorativa pelare, finns bilder av Mose med lagtavlorna och Aron. I de nedre bilderna ses kungarnas tillbedjan, nattvardens instiftande och herdarnas tillbedjan.

### Predikstolen
Predikstolen, som är ett verk av den estniska träskulptören Lüdert Heissman från 1641, har bilder av Kristus (Salvator Mundi) och apostlarna på sina yttre väggar, samt en duva i baldakinen som symbol för den Helige Anden.

### Målningar
Till vänster om altaret hänger en målning som föreställer den korsfäste. Den målades av Margareta Capsia år 1747 och fungerade tidigare som en altartavla. En målning på norra väggen, som föreställer Kristi dop, kan vara från 1600-talet.

### Orgeln

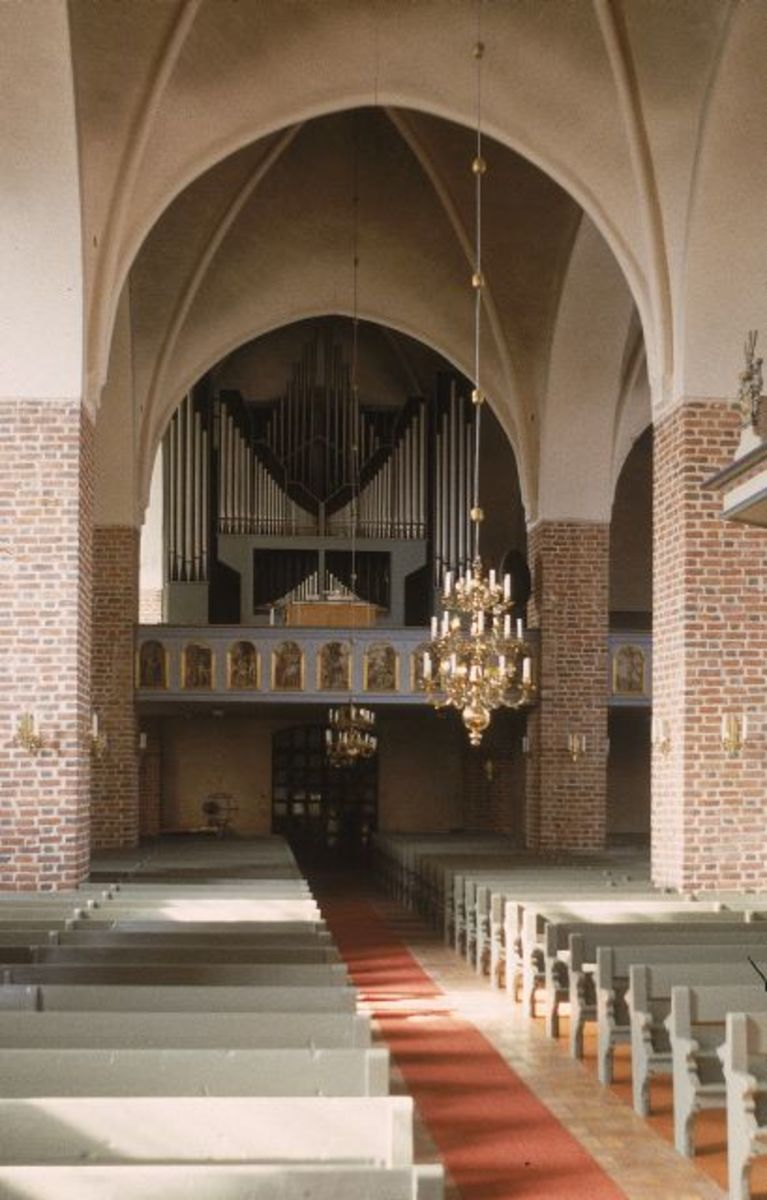
Orgeln i Virmo kyrka.

Kyrkans orgel byggdes av Kangasala orgelfabrik 1959 och har 38 stämmor. Målningarna på orgelläktaren, utförda av Gabriel Sweidel från Åbo på 1780-talet, föreställer både frälsningens och lidandets historia. Kyrkan hade tidigare två sidoläktare. Den södra ”manläktaren” togs bort på 1860-talet och den norra ”kvinnoläktaren” 1959. Vissa målningar från sidoläktarna finns fortfarande på orgelläktaren och på det övre räcket i klocktornet.

### Begravningsvapen
På sidoväggarna finns begravningsvapen för ätterna Fleming och Gyllenflög.

### Kyrkotextilier
Kyrkotextilierna har designats av Hanna Korvela. Altartextilierna är inspirerade av kyrkans dekorativa motiv, såsom invigningskors och takmålningar.

### Fattiggubben
Fattiggubben Latsarus var tidigare placerad vid vägkorsningen på vägen mot Nystad. På 1880-talet renoverades statyn av Petteri Grönholm från Mietois. Idag är fattiggubben placerad i kyrkans entréhall.

### Hjältegravar
Hjältegravsmonumentet är ett verk av bildhuggaren Aarre Aaltonen från 1948.